# Crepúsculo en la naturaleza salvaje (Frederic Edwin Church)
Crepúsculo en la Naturaleza salvaje, o Twilight in the Wilderness, en su título original en inglés, es una obra del pintor paisajista estadounidense Frederic Edwin Church, fechada en 1860, y a menudo considerada como la culminación de su pasión por la naturaleza virgen de América del Norte. Church fue parte de la llamada Escuela del río Hudson.

## Introducción
En su estudio en Tenth Street Studio Building en Nueva York, Church pintó esta espectacular vista de una puesta de sol u ocaso en una zona virgen, cerca del Monte Katahdin, en Maine, basada en croquis y bocetos realizados durante una visita casi dos años antes. Aunque Church había elogiado a menudo la grandeza del paisaje de la Naturaleza Americana, esta pintura parece tener matices adicionales. Creado en vísperas de la Guerra de Secesión, el tema de este lienzo puede ser interpretado simbólicamente, evocando la conflagración que se intuía.
Por otro lado, este lienzo muestra un cambio dramático en comparación con el Frederic E. Church de una década antes, que parecía tener una creencia casi indestructible en la misión providencial y civilizadora de los Estados Unidos. Por el contrario, aquí representa un lugar que no tiene habitantes humanos, ni siquiera sus huellas. Church excluye la presencia humana, tal vez porque creía que el hombre, en su estado caído (incluso los indígenas norteamericanos) no podía habitar el jardín del Edén sin destruirlo. En esta obra no se ven canoas ni tipis, no hay caminos de leñadores ni chozas de tramperos; El terreno es intransitable, el acceso está enmarañado por la vegetación y por los troncos caídos. La naturaleza sigue sus propios ciclos de muerte y de renovación, indiferente a las necesidades humanas.

## Análisis de la obra
- Pintura al óleo sobre lienzo; año 1860 ;101,6 x 162,6 cm.; Se encuentra en el Museo de Arte de Cleveland; Firmado: 'F.E.Church I -60-'

Después de años de observar y de esbozar puestas de sol, Church realizó este lienzo con un colorido extraordinario: desde color rojo sangre a amarillo cadmio, y desde un azul brillante a un amarillo verde-dorado pálido, combinándolos con una armonía perfecta. La aplicación de la pintura, especialmente en el lado izquierdo, recuerda lo que el pintor había aprendido de las obras de J. M. W. Turner. Church representa un paraje virgen, densamente arbolado, con colinas en la distancia, mientras que en primer plano describe cuidadosamente los detalles naturales, anclando así firmemente la composición en el mundo real. Siguiendo las teorías de John Ruskin, cada árbol es de una especie identificable, tsuga canadensis, roble y alerce, con su propia historia independiente, y también las rocas poseen una historia muy antigua, geológica. Solamente un animal es visible, un águila calva norteamericana, el ave que aparece en el Gran Sello de los Estados Unidos, que descansa en el árbol muerto a la izquierda.

## Procedencia
- Para saber la procedencia de esta obra, consultar el apartado "Provenance" en el siguiente enlace: [3]